# Kamishima-Klasse
Die Kamishima-Klasse (japanisch 神島型敷設艇 Kamishima-gata Fusetsutei) war eine Klasse von Minenlegern der Kaiserlich Japanischen Marine im Zweiten Weltkrieg.

## Geschichte

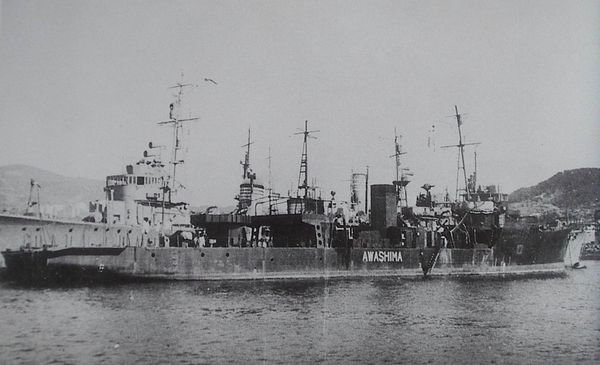
Die Awashima im Jahr 1947.

Ende des Jahres 1944, in Erwartung der alliierten Landung auf den japanischen Hauptinseln, sah sich die Kaiserlich Japanische Marine der Notwendigkeit gegenüber, die Zugänge zum Japanischen Meer (Straßen von La-Pérouse, Tsugaru und Tsushima) durch Minenfelder zu sperren. Da aber ein Großteil ihrer Minenleger bereits verloren gegangen waren, wurde ein Programm zum Bau mehrerer Einheiten für diese Aufgabe begonnen. Neun Bauaufträge für einen vereinfachten Entwurf der Minenleger der Sokuten-Klasse wurden Ende des Jahres 1944 vergeben, aber nur noch zwei Boote wurden bis zum 20. Februar 1945 bei der Marinewerft in Sasebo auf Kiel gelegt. Die Aufträge für die anderen sieben wurden im Mai storniert. Von den beiden im Bau befindlichen Einheiten konnte nur die Kamishima bis Kriegsende fertig und am 30. Juli 1945 in Dienst gestellt werden. Das zweite Boot war zum Zeitpunkt der japanischen Kapitulation zu 90 % fertiggestellt.
Nach Kriegsende führten beide Boote bis Juni 1947, die Awashima wurde fertiggestellt und am 18. April 1946 in Verwendung genommen, Repatriierungsfahrten durch. Danach wurden sie am 1. Oktober 1947, je ein Boot, der Sowjetunion und den USA als Kriegsbeute zugesprochen.

## Liste der Schiffe
| Bau-Nr.                                                              | Name                              | Bauwerft                          | Kiellegung                        | Stapellauf                        | Indienststellung                   | Außerdienststellung                | Verbleib                             |                                    |                                    |
| -------------------------------------------------------------------- | --------------------------------- | --------------------------------- | --------------------------------- | --------------------------------- | ---------------------------------- | ---------------------------------- | ------------------------------------ | ---------------------------------- | ---------------------------------- |
| 1801                                                                 | Kamishima (神島)                  | Marinewerft Sasebo                | 20. Februar 1945                  | 12. Juni 1945                     | 30. Juli 1945                      | 5. September 1945                  | Kriegsbeute UdSSR am 1. Oktober 1947 |                                    |                                    |
| 1802                                                                 | Awashima (粟島)                   | Marinewerft Sasebo                | 20. Februar 1945                  | 26. Juli 1945                     | Kriegsbeute USA am 1. Oktober 1947 | Kriegsbeute USA am 1. Oktober 1947 | Kriegsbeute USA am 1. Oktober 1947   | Kriegsbeute USA am 1. Oktober 1947 | Kriegsbeute USA am 1. Oktober 1947 |
| 1803 1804 1805 1806 1807 1808 1809                                   | Bauaufträge im Mai 1945 storniert | Bauaufträge im Mai 1945 storniert | Bauaufträge im Mai 1945 storniert | Bauaufträge im Mai 1945 storniert | Bauaufträge im Mai 1945 storniert  | Bauaufträge im Mai 1945 storniert  | Bauaufträge im Mai 1945 storniert    |                                    |                                    |
| Die Bauaufträge für elf weitere Einheiten wurden nicht mehr vergeben |                                   |                                   |                                   |                                   |                                    |                                    |                                      |                                    |                                    |

## Technische Beschreibung

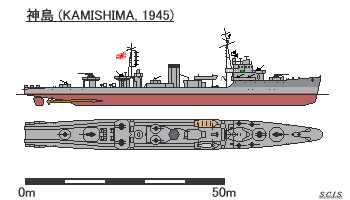
Ansicht der Aufstellung der Bewaffnung

### Rumpf
Der Rumpf der Boote der Kamishima-Klasse, unterteilt in wasserdichte Abteilungen, war 74,52 Meter lang, 7,89 Meter breit und hatte bei einer Einsatzverdrängung von 813 Tonnen einen Tiefgang von 2,62 Metern. 

### Antrieb
Der Antrieb erfolgte durch zwei Dieselmotoren, mit denen eine Gesamtleistung von 1.900 PS (1.397 kW) erreicht wurde. Die Leistung wurde an zwei Wellen mit je einer Schraube abgegeben. Die Höchstgeschwindigkeit betrug 16,5 Knoten (31 km/h).

### Bewaffnung
Die Bewaffnung, welche der Flugabwehr diente, bestand aus zwei 4-cm-Geschützen Typ 5 in Einzellafette und dreizehn 2,5-cm-Maschinenkanonen Typ 96 in drei Doppel- und sieben Einzellafetten. Des Weiteren konnten 36 Wasserbomben und bis zu 120 Seeminen mitgeführt werden.